# Víctor Ros
Víctor Ros  è una serie televisiva spagnola prodotta dal 2014 dalla New Atlantis, Movistar e TVE basata sui romanzi di Jerónimo Tristante.
In Spagna, la serie è stata trasmessa in prima visione dall'emittente a pagamento Movistar TV a partire dal 1º aprile 2014. Dal 2015 al 2016 è stata trasmessa anche in chiaro su TVE 1.
In Italia, la serie viene trasmessa da Rete 4 in prima serata e in prima visione dal 23 dicembre 2014 per poi traslocare sia su Canale 5 e La5 a causa di bassi ascolti.

## Trama

### Prima stagione
La prima stagione è ambientata nella Madrid di fine Ottocento: la capitale spagnola è segnata dei delitti di un omicida seriale, le cui vittime sono delle prostitute. Ad occuparsi del caso è il viceispettore di polizia Víctor Ros, un ex-teppistello arruolatosi nella "Brigada Metropolitana" grazie all'intervento di Don Armando. Di Ros si innamora la bella e ricca Clara Alvear.

### Seconda stagione
Sono passati cinque anni: la pista seguita per recuperare l'oro rubato dal Banco di Spagna porta Víctor Ros a Linares.

## Produzione
Per girare la fiction sono stati realizzati due set della grandezza complessiva di circa 2.000 metri quadrati. La Madrid di fine Ottocento è stata ricreata per mezzo del computer.

## Distribuzione
Dopo una prima cancellazione, TVE ha deciso di produrre da sola una seconda stagione della serie di 8 episodi da trasmettere nel 2016. In Italia la seconda stagione viene trasmessa in prima visione stavolta su Canale 5 dal 4 giugno 2018 ma viene interrotta dopo una sola settimana di programmazione, per poi riprendere dal 25 luglio sempre su Canale 5 ma nella fascia oraria mattutina.

## Episodi
| Stagione         | Episodi | Prima TV Spagna | Prima TV Italia |
| ---------------- | ------- | --------------- | --------------- |
| Prima stagione   | 6       | 2015            | 2014-2015       |
| Seconda stagione | 8       | 2016            | 2018-2019       |